# Biblia del Hacker
La Biblia del Hacker (Die Hackerbibel) es una publicación de la organización hacker alemana Chaos Computer Club. Ha sido objeto de dos ediciones hasta la fecha, en 1985 y 1988. Ambas fueron editadas por Wau Holanda y publicadas por Grüne Kraft.
La Biblia del Hacker es un compendio de documentos e historias de la escena hacker, como por ejemplo la guía de instrucciones del acoplador acústico llamado “Data-loo”(Germen.:Datenklo). Además, ofrece manuales y otras explicaciones técnicas. La primera edición apareció en 1985 con el subtítulo “la ensalada de cable es buena para ti" ("Kabelsalat ist gesund”), llegó a vender  25,000 copias a mediados de 1988. La segunda edición de 1988 añadió el nombre adicional de “El Nuevo Testamento”.
Las imágenes de cómic en la cubierta son una creación de los artistas de cómic alemán Malí Beinhorn y Werner Büsch, del taller de cómic Büsch-Beinhorn. La producción y distribución de Biblia del Hacker terminó en 1990. Desde 1999, el CCC ha ofrecido en línea una versión escaneada y a texto completo (en alemán), con materiales más amplios, como textos de Peter Glaser, una documentación sobre Karl Koch y los trabajos de Tron del Caos-CD.